# Vouxey
Vouxey ist eine französische Gemeinde mit 169 Einwohnern (Stand: 1. Januar 2022) im Département Vosges in der Region Grand Est (bis 2015 Lothringen). Sie gehört zum Arrondissement Neufchâteau und zum Kanton Mirecourt.

## Geografie
Vouxey liegt etwa 45 Kilometer südsüdwestlich von Nancy. Die östliche Gemeindegrenze bildet der Fluss Vair, in den hier der Vraine mündet. Umgeben wird Vouxey von den Nachbargemeinden Barville und Houéville im Norden, Removille im Nordosten und Osten, Balléville im Südosten, Dolaincourt und Châtenois im Süden, Rouvres-la-Chétive im Südwesten sowie Neufchâteau im Nordwesten.

## Bevölkerungsentwicklung
| Jahr                       | 1962 | 1968 | 1975 | 1982 | 1990 | 1999 | 2006 | 2019 |
| Einwohner                  | 153  | 138  | 136  | 130  | 134  | 152  | 167  | 153  |
| Quellen: Cassini und INSEE |      |      |      |      |      |      |      |      |

## Sehenswürdigkeiten
- Kirche Saint-Martin
- zwei Monumentalkreuze aus dem 16. Jahrhundert
- zwei Lavoirs

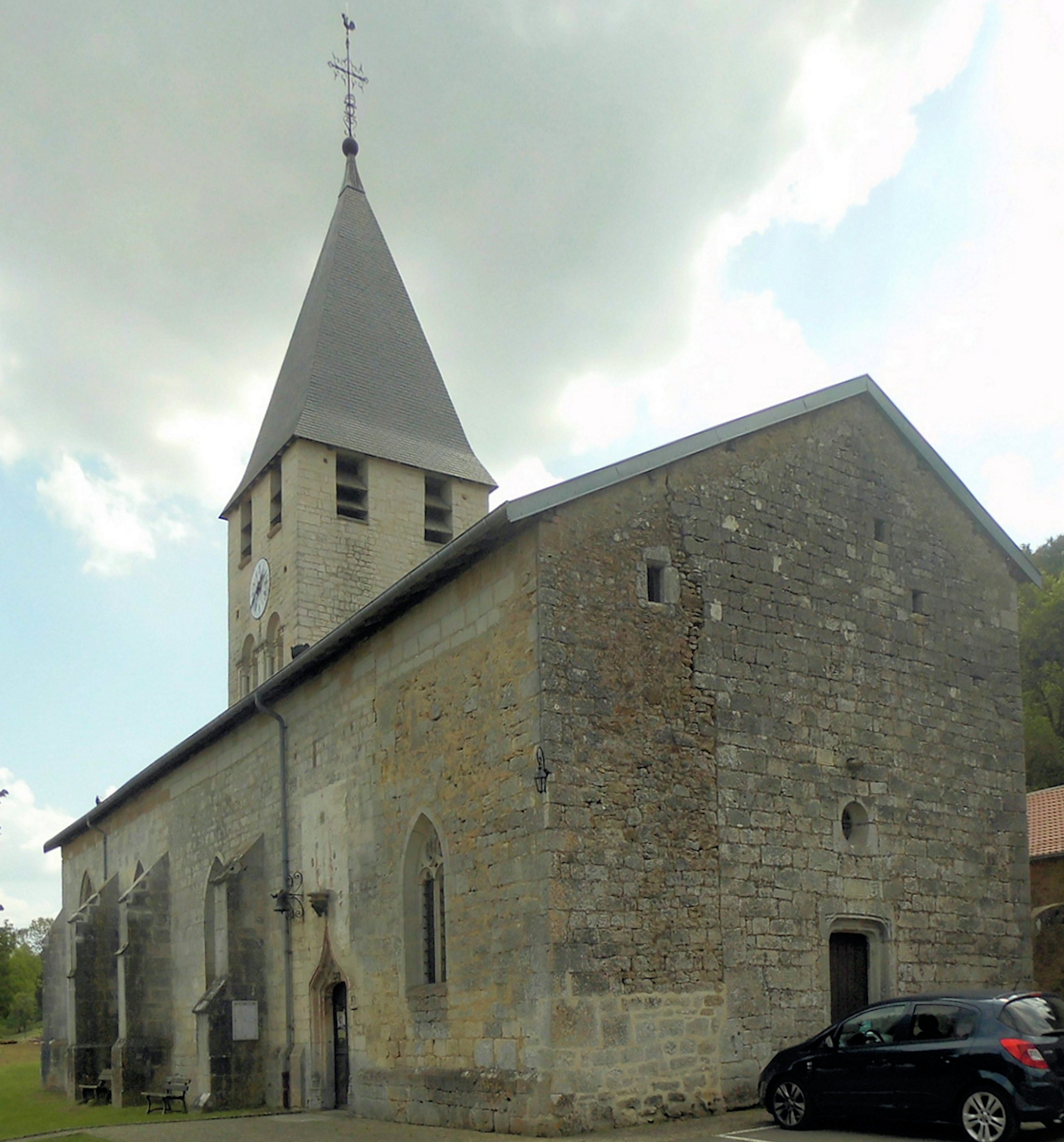
Kirche St. Martin
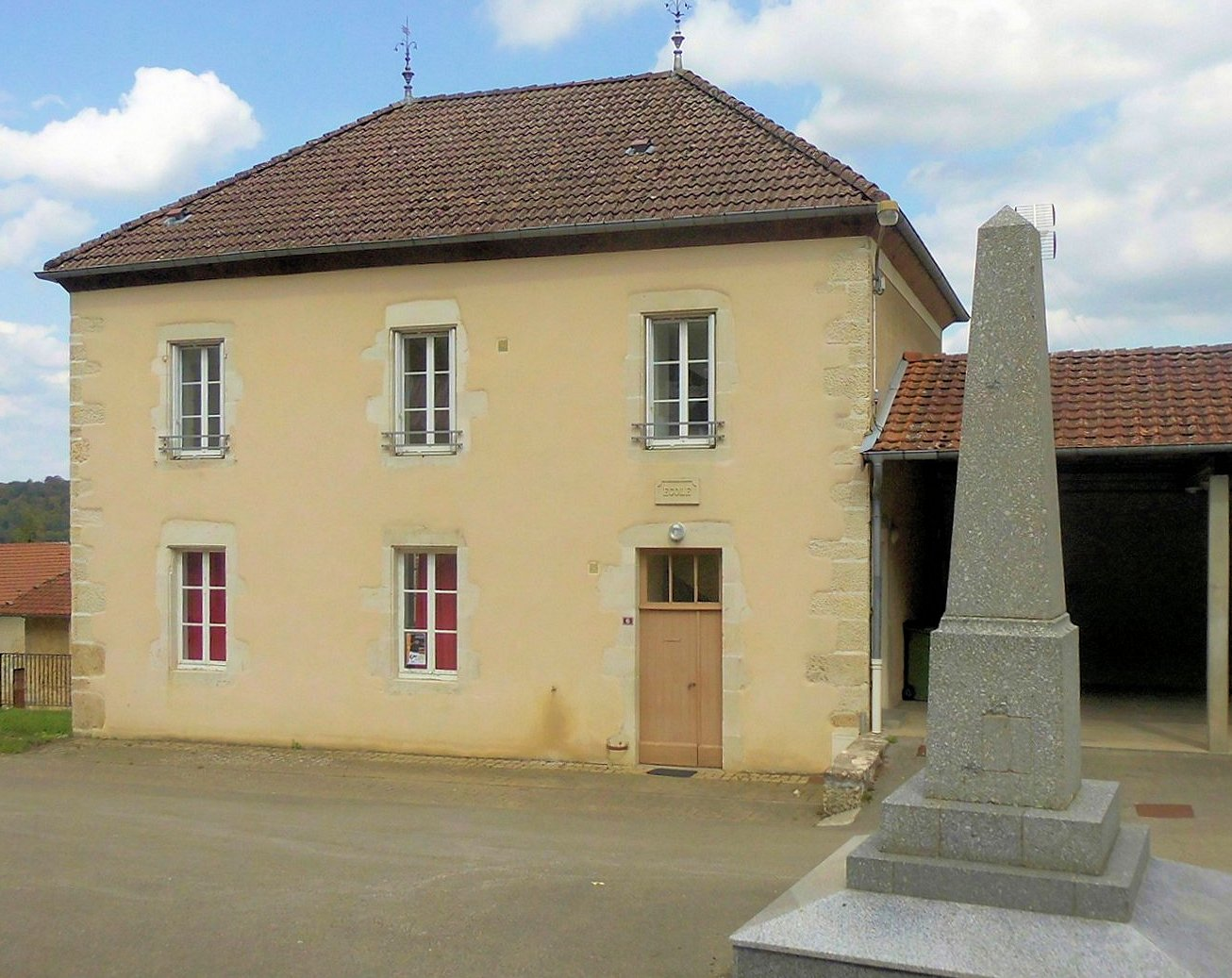
Schule und Kriegerdenkmal
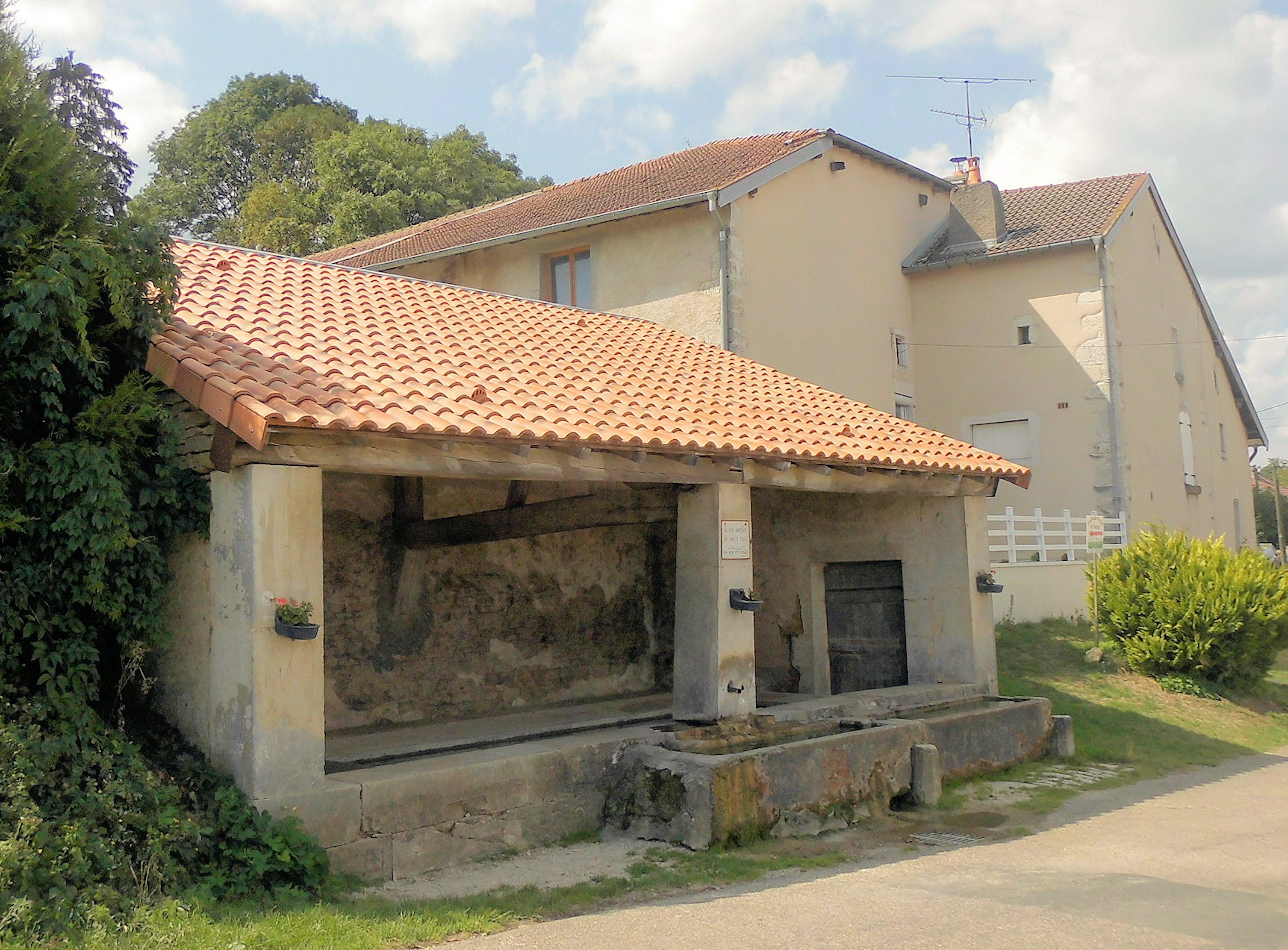
Lavoir in der Rue du Vendrillon
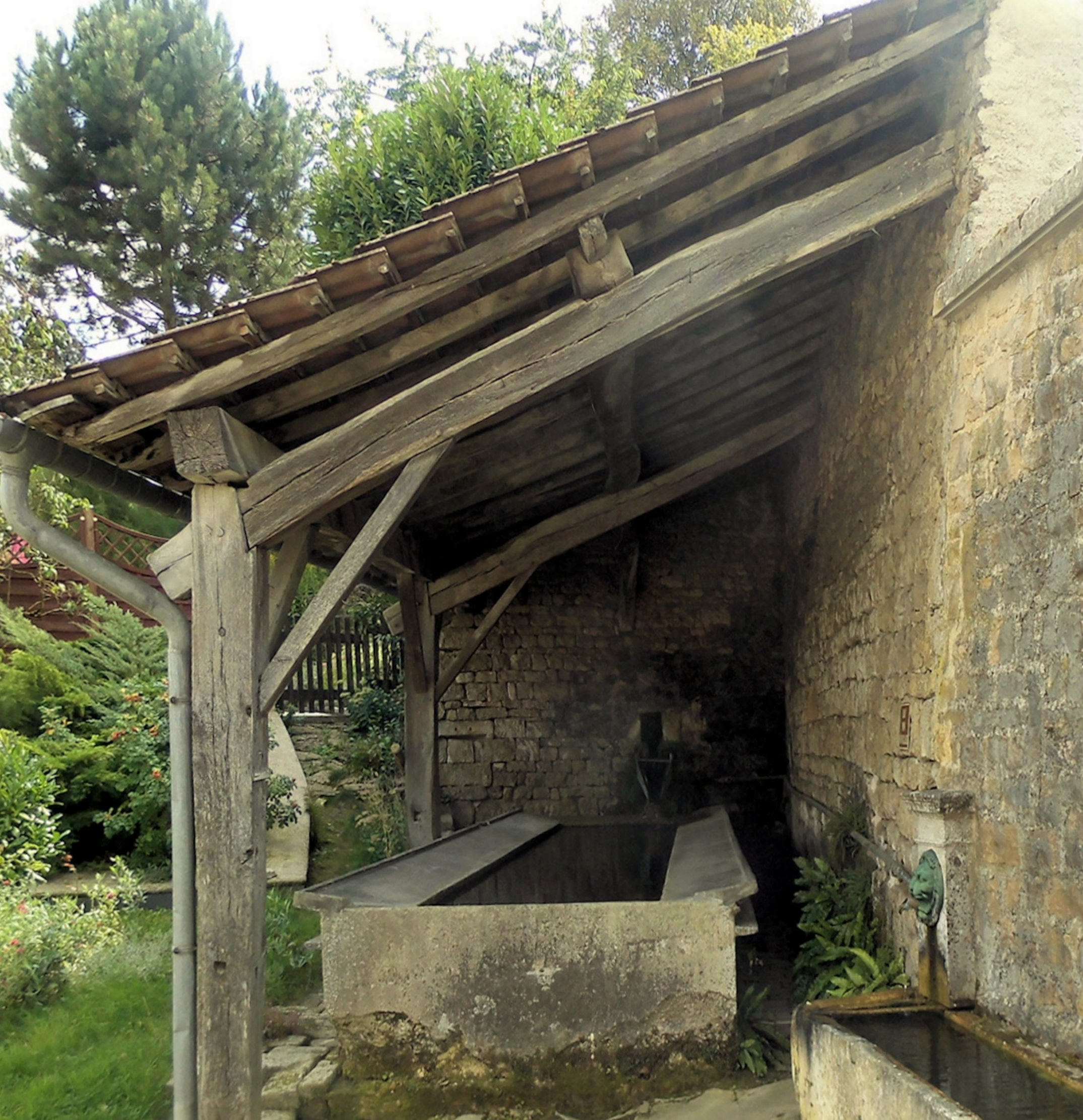
Lavoir in der Rue du Bussing